# Тиетявяйнен, Вилле
Ви́лле Ти́етявяйнен (фин. Ville Tietäväinen; род. 20 октября 1970, Хельсинки, Финляндия) — финский дизайнер, иллюстратор, создатель комиксов; лауреат премии Finlandia за 2012 год.

## Биография
Родился 20 октября 1970 года в Хельсинки. Образование получил в области архитектуры.
С 1990-х годов работал в качестве иллюстратора. Его первый персональный альбом «Linnut ja meret» («Птицы и море») появился в 2003 году.
В 2012 году получил престижную премию Finlandia за альбом «Näkymättömät kädet» («Незримые руки»).

## Альбомы
- Tietäväinen, Ville & Hannula, Harri: Hymyilevä kuu. Helsinki: Jalava, 1995. ISBN 951-887-062-4
- Linnut ja meret. Helsinki: Tammi, 2003. ISBN 951-31-2767-2
- Näkymättömät kädet. Helsinki: WSOY, 2011. ISBN 978-951-0-37928-8